# Santo Volto delle Benedettine Riparatrici
Santo Volto delle Benedettine Riparatrici, även benämnt Cappella del Santo Volto del Centro Domus Dei, är ett klosterkapell i Rom, helgat åt Jesu heliga anlete. Kapellet är beläget vid Via della Conciliazione i Rione Borgo och tillhör församlingen Santa Maria in Traspontina.
Kapellet förestås av Riparatrici del Santo Volto di Nostro Signore Gesù Cristo, ett kvinnligt ordensinstitut grundat år 1950 av den italienske benediktinmunken och prästen Ildebrando Gregori (1894–1985; vördnadsvärd 2014).

## Historia
Ursprunget till detta kapell utgörs av de uppenbarelser som den franska oskodda karmelitnunnan Marie de Saint-Pierre (1816–1848) hade av Jesus i Tours. Andakten till Jesu heliga anlete initierades av henne och fördes vidare av vördnadsvärde Leo Dupont (1797–1876), vars bostad senare byggdes om till ett oratorium. Syftet med denna andakt är att sona hädelsens synd samt botgöring för att Kyrkans liturgiska festdagar inte längre iakttas. Påve Leo XIII godkände andakten till Jesu heliga anlete år 1885.